# Lymanský rajón (Oděská oblast)
Lymanský rajón (ukrajinsky Лиманський район, do roku 2016 Kominternivský rajón, ukrajinsky Комінтернівський район) byl rajón v Oděské oblasti na Ukrajině. Hlavním městem byla Dobroslav a rajón měl přibližně 71 tisíc obyvatel. 

## Sídla v rajónu
- Dobroslav
- Novi Biljari
- Čornomorske